# Brancourt-le-Grand
Brancourt-le-Grand  ist eine französische Gemeinde mit 558 Einwohnern (Stand: 1. Januar 2022) im Département Aisne in der  Region Hauts-de-France. Sie gehört zum Arrondissement Saint-Quentin, zum Kanton Bohain-en-Vermandois und zum Kommunalverband Pays du Vermandois.

## Geografie
Die Gemeinde Brancourt-le-Grand liegt auf einem Plateau oberhalb des Quellgebietes der Schelde, etwa 18 Kilometer nordnordöstlich von Saint-Quentin. Nachbargemeinden von Brancourt-le-Grand sind Prémont im Norden, Bohain-en-Vermandois im Osten, Fresnoy-le-Grand im Südosten und Süden, Montbrehain im Südwesten und Westen sowie Beaurevoir im Nordwesten.

## Bevölkerungsentwicklung
| Jahr                       | 1962 | 1968 | 1975 | 1982 | 1990 | 1999 | 2006 | 2013 | 2021 |
| Einwohner                  | 739  | 706  | 618  | 577  | 569  | 636  | 626  | 609  | 556  |
| Quellen: Cassini und INSEE |      |      |      |      |      |      |      |      |      |

## Sehenswürdigkeiten

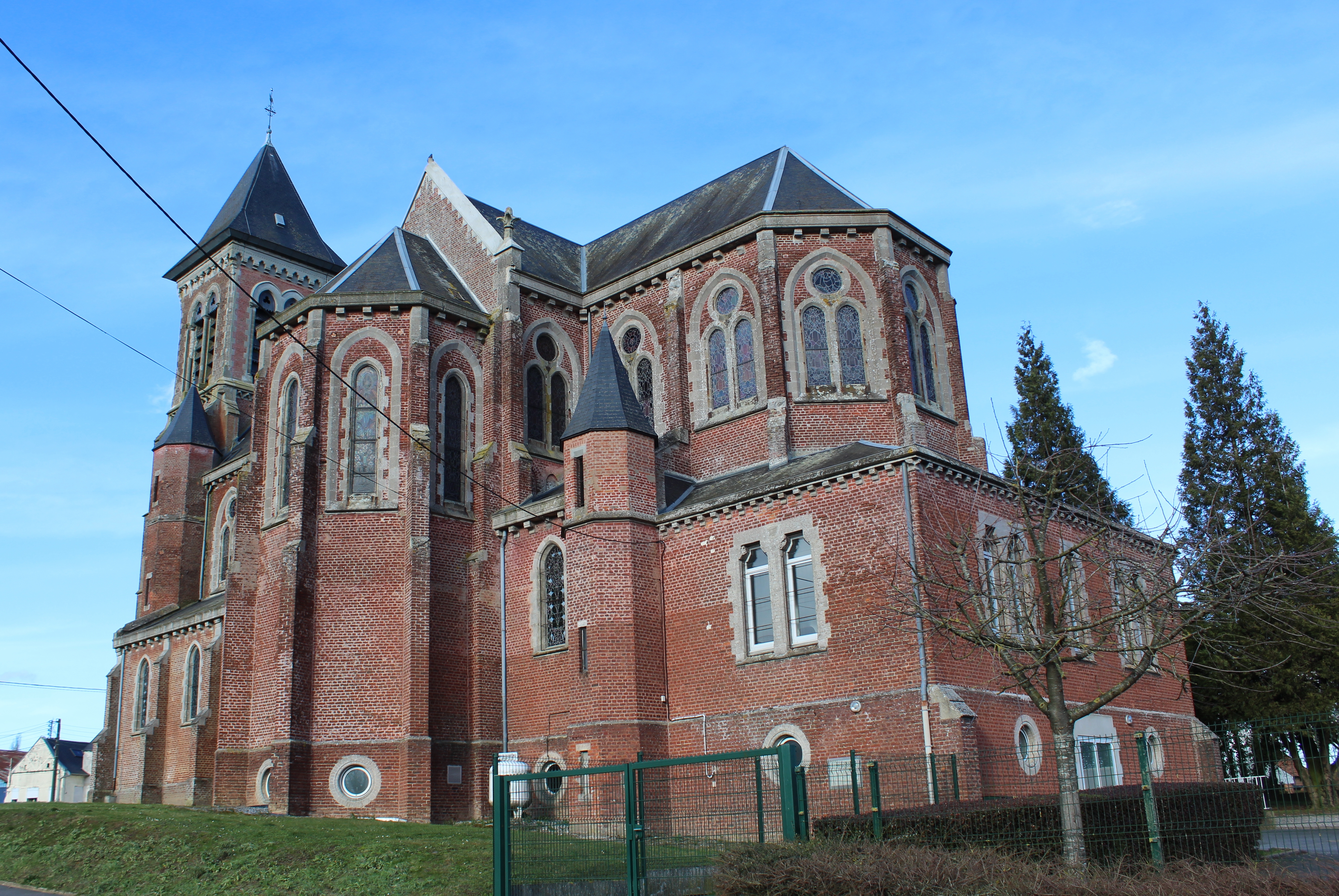
Kirche Saint-Remi
- Wasserturm
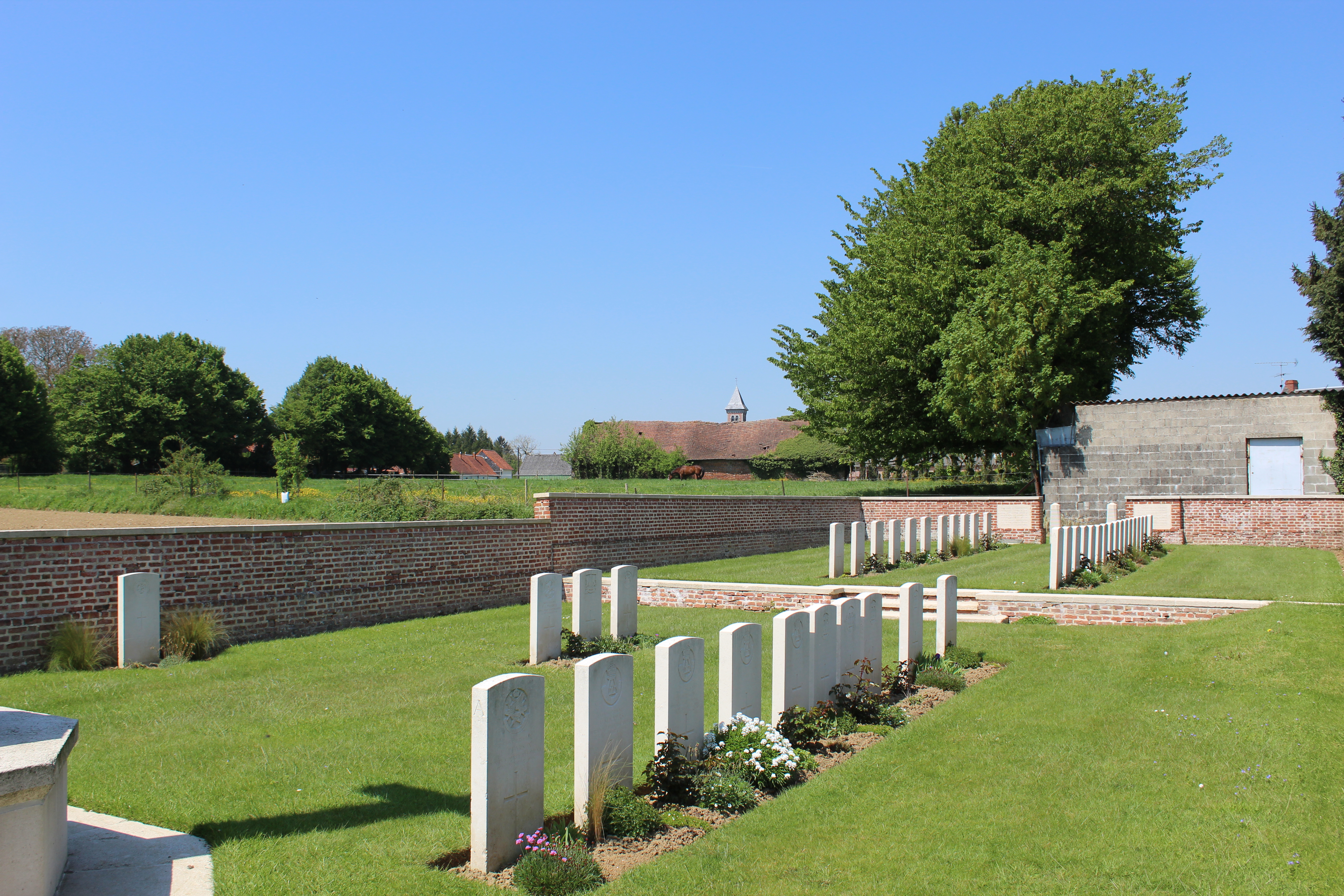
Soldatenfriedhof des Commonwealth

- Kirche Saint-Remi
- Commonwealth-Soldatenfriedhof

## Persönlichkeiten
- Eudoxe-Irénée Mignot (1842–1918), Bischof von Fréjus und Erzbischof von Albi, geboren in Brancourt-le-Grand
- Adolf von Tutschek (1891–1918), Jagdflieger, hier bei einem Absturz tödlich verwundet